# هجرلی
هجرلی (به انگلیسی: Hedgerley) یک روستا و محله مدنی در بریتانیا است که در South Bucks واقع شده‌است. هجرلی ۶٫۸ کیلومتر مربع مساحت و ۸۷۳ نفر جمعیت دارد.